# Franz II. (HRR)

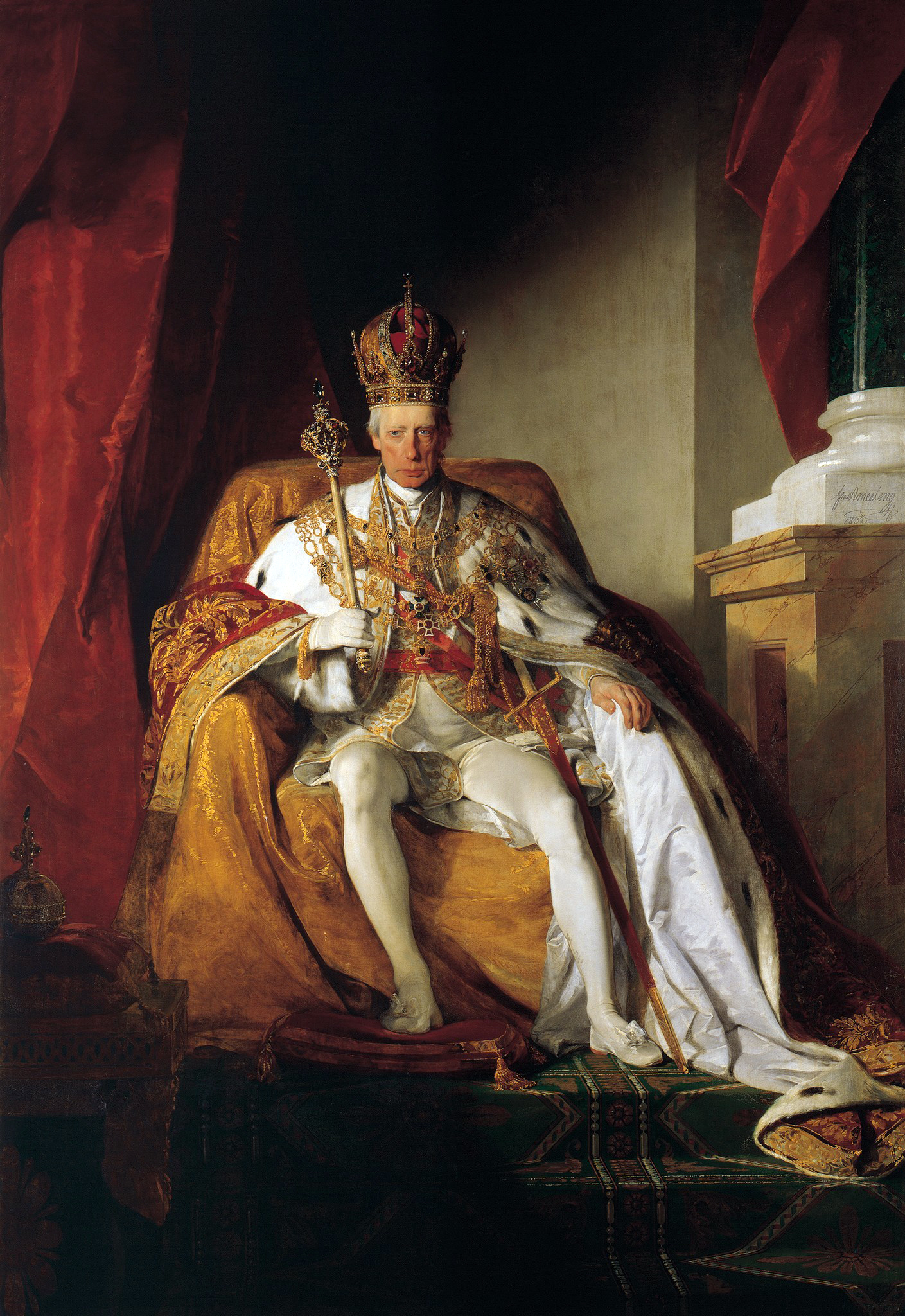
Franz I. mit den Insignien des Kaisertums Österreich, (Friedrich Amerling, 1832).
Franzens Unterschrift:

Franz Joseph Karl (* 12. Februar 1768 in Florenz; † 2. März 1835 in Wien) aus dem Haus Habsburg-Lothringen war von 1792 bis 1806 als Franz II. der letzte Kaiser des Heiligen Römischen Reiches. 1804 begründete er das Kaisertum Österreich, das er als Franz I. bis zu seinem Tod regierte.
Um dem Hegemoniestreben des französischen Kaisers Napoleon Bonaparte in Mitteleuropa zu begegnen und einem Statusverlust vorzubeugen, nahm er 1804 den Titel eines erblichen Kaisers von Österreich an, führte aber bis 1806 den Titel Erwählter Römischer Kaiser, zu allen Zeiten Mehrer des Reiches weiter. In der Literatur wird er daher oft Franz II./I. genannt, zur Unterscheidung von seinem Großvater Franz I. Stephan.
Seine Abdankungserklärung vom 6. August 1806, mit der er „die deutsche Kaiserkrone und das Reichsregiment“ niederlegte und „die Churfürsten, Fürsten und übrigen Stände, wie auch alle Angehörige und die Reichsdienerschaft, ihrer bisherigen Pflichten“ entband, stand unter der Sorge, die Reichskrone könne in französische Hände und seine österreichischen Länder im Reich könnten de jure unter napoleonische Herrschaft gelangen. De facto wurde das Reich – ohnedies nur mehr ein sehr loser Zusammenschluss – durch den 1806 auf Betreiben Napoleons gegründeten Rheinbund gesprengt, dessen Fürsten aus dem Reich austraten. Die Niederlegung der Kaiserkrone gilt daher als Bestätigung der Auflösung des Reiches, auch wenn sie keinen entsprechenden Rechtsakt darstellte.
Bis zu seinem Tode 1835 blieb Kaiser Franz außerdem König von Böhmen, Kroatien und Ungarn. Seine Hausmacht blieben nach wie vor die habsburgischen Erblande.

## Leben

### Kindheit und Jugend

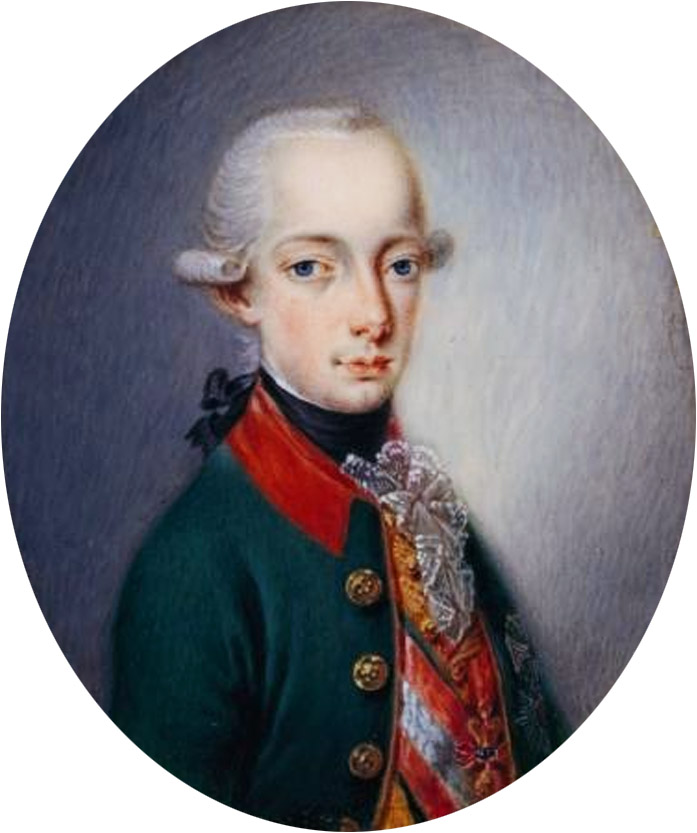
Erzherzog Franz Joseph Karl von Österreich, der spätere Kaiser Franz II./I.

Erzherzog Franz Joseph Karl wurde 1768 als ältester Sohn des Großherzogs Peter Leopold von Toskana (später Kaiser Leopold II.) und von Maria Ludovica, gebürtige Prinzessin von Spanien als Tochter König Karls III., zu Florenz geboren.
Von Anfang an war Franz für die Thronfolge nach seinem Onkel Joseph II. und nach seinem Vater bestimmt, da Joseph II. nach dem Tod seiner zweiten Frau keine weitere Ehe mehr eingehen wollte und daher keinen Kronprinzen hatte.
Nachdem Maria Theresia 1780 verstorben war, verlangte Joseph II. von seinem Kanzler, Graf Colloredo, einen ausführlichen Bericht über die Entwicklung seines Nachfolgers, der jedoch ziemlich hart ausfiel. Der Kaiser fuhr in die Toskana, um seinen Neffen zu begutachten, und nahm den 16-Jährigen mit nach Wien, wo dieser sofort unzählige offizielle Termine wahrzunehmen hatte und Josephs Wünschen entsprechend ausgebildet wurde. Franz selbst nannte sich in einem Brief einen „Kaiserlehrling“.
Seine zukünftige Frau, die für ihn ausgesuchte Elisabeth von Württemberg, wurde zur gleichen Zeit in einem Kloster auf ihr zukünftiges Leben als Kaiserin vorbereitet.
Als 1784 Franz’ Onkel Kaiser Joseph II. verlangte, dass dieser zur Vollendung seiner Ausbildung zu ihm nach Wien kommen solle, begründete er seine Entscheidung, dass Franz der Habsburgermonarchie gehöre und nicht dem Großherzogtum Toskana, mit den Worten:

„Man kann nie einem Österreicher, einem Ungarn oder Böhmen erklären, was wirklich ein Landsmann ist, wenn man in Italien geboren und großgezogen wurde.“

### Der letzte erwählte Römische Kaiser

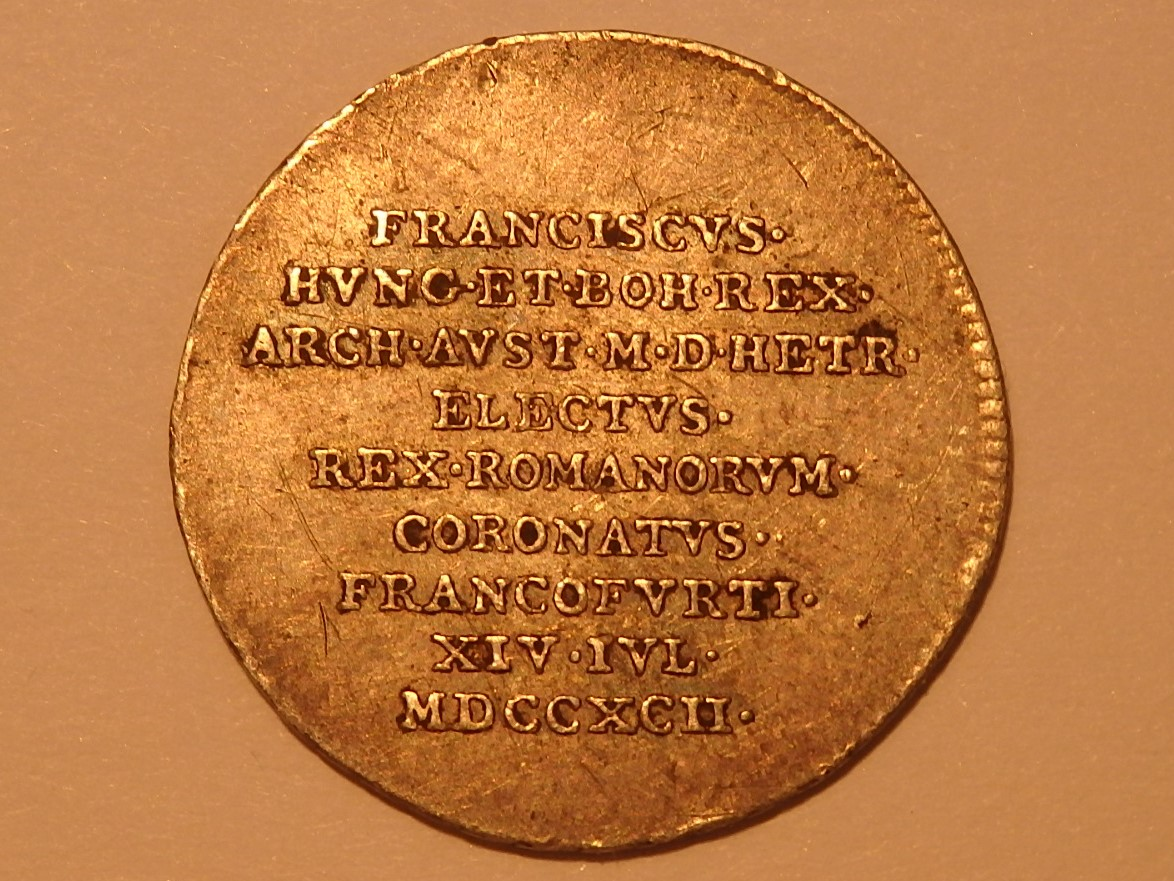
Silberabschlag vom 3/4 Dukat, Stadt Frankfurt, auf die Wahl Franz’ 1792

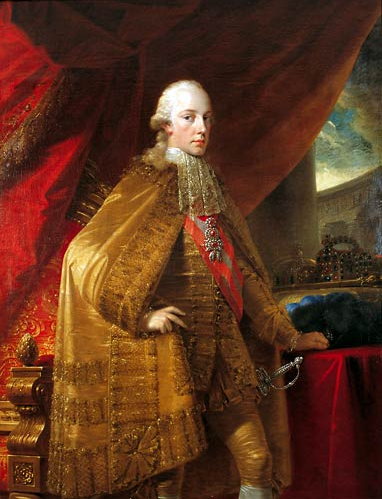
Franz II. nach seiner Kaiserkrönung, 1792

Im Achten Österreichischen Türkenkrieg (1788–1790) war der junge Franz auf Wunsch seines Onkels, Josephs II., ebenfalls an der Front.
Als Joseph II. 1790 starb, folgte ihm dessen Bruder Leopold, der Vater von Franz, in den habsburgischen Erblanden und schließlich auch als Kaiser nach; Leopold II. starb aber schon nach nur zwei Jahren, am 1. März 1792.
Mit diesem Tag wurde somit Franz, viel früher als erwartet, König von Ungarn und Böhmen, Erzherzog von Österreich und Herr der übrigen Länder der Habsburgermonarchie. Nachdem er am 6. Juni 1792 in der Maria Magdalenenkirche zu Ofen (Buda) zum Apostolischen König von Ungarn durch den Erzbischof von Gran und Fürstprimas von Ungarn, József Batthyány, gekrönt worden war, folgte am 5. Juli die Wahl zum König des Römisch-Deutschen Reiches.
Am 14. Juli 1792 fand schließlich die Krönung zum Kaiser statt: Im Frankfurter Dom wurde Franz II. zum König gekrönt und zum Erwählten Kaiser des Heiligen Römischen Reiches proklamiert. Es handelte sich um die letzte Kaiserkrönung in Mitteleuropa überhaupt, da weder das Kaisertum Österreich noch das Deutsche Kaiserreich eine solche praktizierten. Zwar war in der Pragmatikalverordnung vom 11. August 1804 des Kaisertums Österreich eine Krönung als österreichischer Erbkaiser vorgesehen, jedoch war diese Regelung nie zur Anwendung gelangt.
Am 9. August 1792 folgte die Krönung zum König von Böhmen in Prag, nur elf Monate nach der dortigen Krönung seines Vaters am 6. September 1791, bei dessen Krönungsfeier die eigens bei Wolfgang Amadeus Mozart bestellte Oper La clemenza di Tito uraufgeführt worden war.

### Napoleonische Kriege
Überschattet wurden die Feierlichkeiten durch die französische Kriegserklärung au roi allemand ‚an den deutschen König‘ (recte an den König der Römer) vom 20. April 1792, die den Beginn des Ersten Koalitionskrieges einleitete, welcher sich bis 1797 hinzog und für Österreich den endgültigen Verlust der Niederlande, jedoch den gleichzeitigen Gewinn des Königreiches Lombardo-Venetien bedeutete.
Auch der Zweite Koalitionskrieg (1799–1801) verlief für Österreich wenig erfolgreich. Noch verheerender endete der Dritte: Im Frieden von Preßburg vom 26. Dezember 1805 hatte Franz II. schwere Bedingungen zu akzeptieren. Die Habsburger verloren ihre letzten Besitzungen in Italien, Lombardo-Venetien ging wieder an Frankreich. Venedig, Istrien und Dalmatien wurden dabei dem napoleonischen Königreich Italien zugeschlagen. Tirol und Vorarlberg fielen an Bayern. Die vorderösterreichischen Besitzungen in Schwaben kamen an Württemberg und Baden. Bayern und Württemberg wurden auch auf Grund dieser Gebietsgewinne mit Napoleons Einverständnis Anfang 1806 zu Königreichen erhoben, die im Sommer dem Rheinbund beitraten. Erst beim Wiener Kongress sollten einige Änderungen wieder ins Gegenteil verkehrt werden.

### Zwei Jahre mit zwei Kaiserkronen

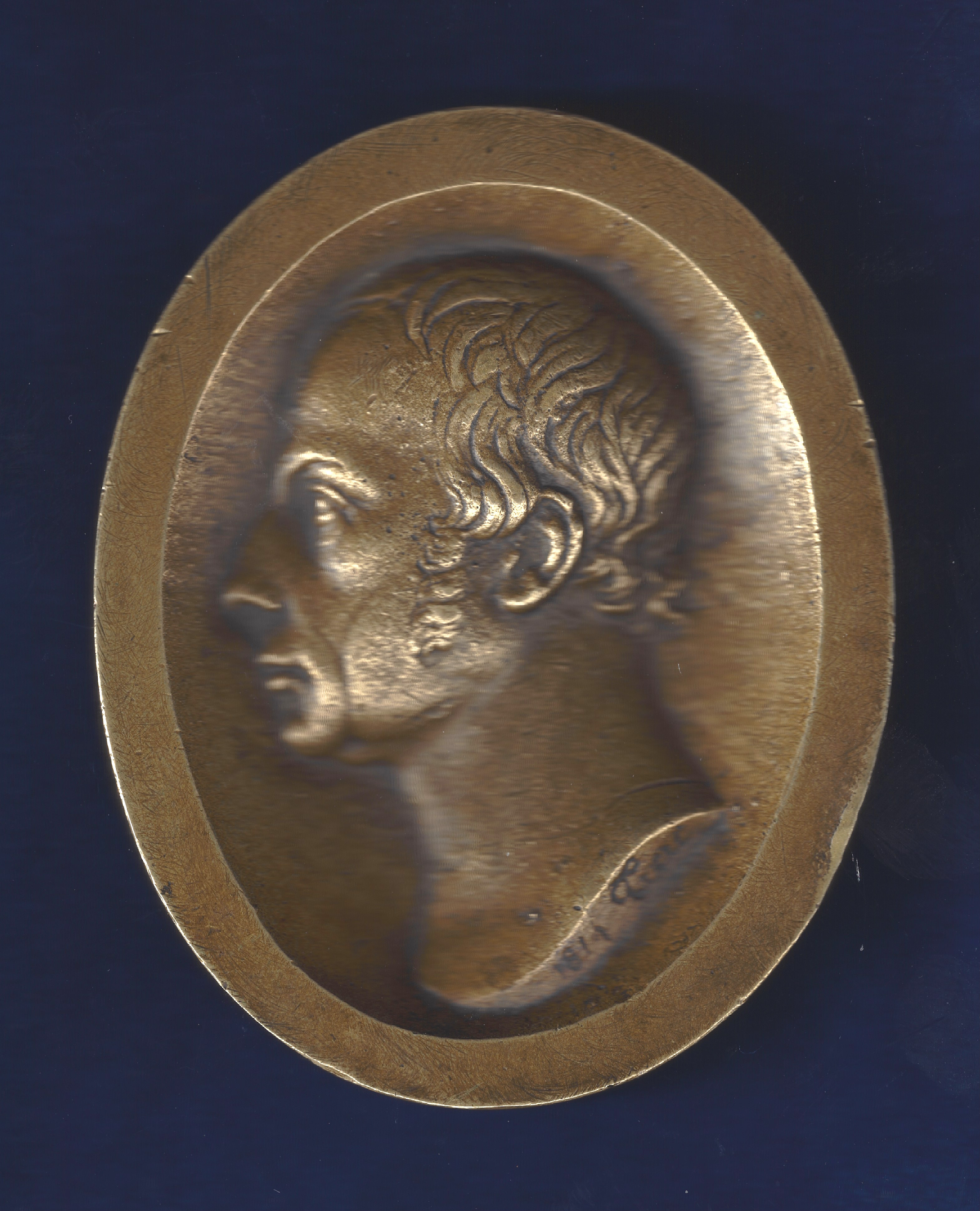
Medaillon auf Franz I. Kaiser von Österreich, entworfen von Philipp Jakob Treu anlässlich des Rheinübergangs in Basel, Schweiz am 13. Januar 1814 der verbündeten Monarchen von Russland, Österreich und Preußen im Sechsten Koalitionskrieg der Befreiungskriege gegen Napoleon.

Franz II. erklärte sich am 11. August 1804 zum Kaiser von Österreich und begründete damit das Kaisertum Österreich. Seine Absicht war, seine kaiserliche Hausmacht zu erhalten und auch im Fall des Untergangs des alten Reichs die Ranggleichheit mit Napoleon I. zu wahren, der von der Verfassung des Ersten Französischen Kaiserreiches am 18. Mai 1804 zum Kaiser designiert wurde und sich am 2. Dezember 1804 selbst zum erblichen „Kaiser der Franzosen“ krönte.
Mit der eigenmächtigen Rangerweiterung trug Franz II. auch der Tatsache Rechnung, dass nach der 1803 erfolgten Veränderung im Kurkollegium infolge des sogenannten Reichsdeputationshauptschlusses (u. a. fielen die katholischen Kurfürstentümer Köln, Mainz und Trier weg, die protestantischen Länder Baden, Württemberg und Hessen kamen hinzu) die neuerliche Wahl eines Habsburgers bei seinem etwaigen plötzlichen Tode fraglich erscheinen musste.
Zwar gab es für diese Kaiserproklamation weder in Österreich noch im Reich eine rechtliche Grundlage, doch wurde der österreichische Kaisertitel binnen kurzer Zeit von sämtlichen Staaten anerkannt.
Zwei Jahre später – Napoleon hatte das alte Reich inzwischen erfolgreich weiter marginalisiert – legte Franz II. am 6. August 1806 die realpolitisch belanglos gewordene römische Kaiserkrone nieder. In diesen zwei Jahren war Franz der einzige Doppelkaiser der Weltgeschichte, als Franz II. des Heiligen Römischen Reiches und Franz I. von Österreich.

### Napoleonische Kriege (Fortsetzung)
Am 9. April 1809 eröffnete Kaiser Franz I., unterstützt von Großbritannien, den Fünften Koalitionskrieg gegen Frankreich, der den Charakter eines deutschen Befreiungskrieges haben sollte. Österreich unterstützte so den gleichzeitigen Aufstand in Spanien. Am gleichen Tag begann der Tiroler Volksaufstand unter Führung Andreas Hofers gegen die mit Napoleon verbündeten bayerischen Truppen, die Tirol Anfang 1806 besetzt hatten.
Nach mehreren unglücklichen Schlachten und dem französischen Einmarsch in Wien gelang der österreichischen Armee unter Erzherzog Karl ein Sieg über Napoleons Heer in der Schlacht bei Aspern an der Donau, der als erste Niederlage Napoleons überhaupt gilt und seinen Nimbus als „Unbesiegbarer“ erschütterte. Seinen Versuch, an dieser Stelle ans Nordufer der Donau zu gelangen, musste er abbrechen.
Doch die Hoffnung auf einen allgemeinen deutschen Volksaufstand gegen den Unterdrücker, vor allem auf die Beteiligung Preußens, zerschlug sich. Obwohl die Reformer Stein, Hardenberg, Scharnhorst, Gneisenau sowie der Dramatiker Heinrich von Kleist in Berlin energisch auf Krieg drängten, verweigerte sich König Friedrich Wilhelm III. Ein Aufstand des Majors Ferdinand von Schill scheiterte im Mai 1809 in Stralsund.
Die Franzosen siegten am 5. und 6. Juli 1809 bei Wagram über die Österreicher; damit war der Krieg entschieden. Franz I. löste seinen leitenden Minister Johann Philipp von Stadion ab und ersetzte ihn durch den erst 36-jährigen Diplomaten Klemens Wenzel Lothar von Metternich.
Nach dem Frieden von Schönbrunn mit Frankreich arrangierte Metternich eine Heirat: Marie-Louise, eine Tochter Franz I., wurde mit Napoleon vermählt.
Der Sechste Koalitionskrieg gegen Napoleon ab 1812, an dem Österreich beteiligt war, geriet erfolgreicher. Franz I. konnte daher 1814/15 als Gastgeber des Wiener Kongresses auftreten, bei dem unter der Regie Metternichs in Anwesenheit zahlreicher Monarchen der Kontinent neu geordnet wurde. Die konservativen Mächte, mit Österreich an der Spitze, gründeten 1815 in Paris die Heilige Allianz zur Bewahrung der aus ihrer Sicht gottgewollten monarchischen Ordnung.

### Der reaktionäre Kaiserstaat

Kaisertum Österreich 1815

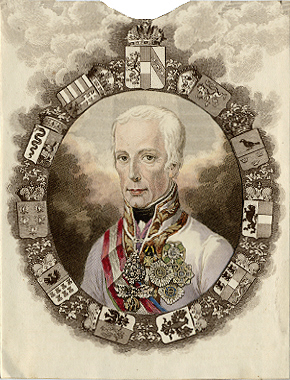
Bildnis von Franz I., Kupferstich von Josef Axmann, 1831, mit dem Dynastiewappen ganz oben, flankiert von den Wappen von Ungarn und Böhmen usw.

Die historische Einschätzung Franz’ I. als Kaiser des Vielvölkerstaates Österreich ist untrennbar mit dem Namen Metternichs verbunden. Während der weitaus mehr an Pflanzenkunde als an Politik interessierte Kaiser eine eher repräsentative Funktion ausfüllte, gestaltete Metternich ab 1809 als führender Minister und ab 1821 als Haus-, Hof- und Staatskanzler die Politik Österreichs; dies geschah jedoch – was oft verschwiegen wird – in absoluter Übereinkunft mit dem Kaiser, der Metternich zu jedem Zeitpunkt hätte entlassen können.
Franz I. war von seinem Gottesgnadentum zutiefst überzeugt und lehnte alles ab, was auch nur in die Richtung von Volksrechten wies. Nicht zuletzt aufgrund dieser ideologischen Grundeinstellung ließ er Metternich in politischen Fragen viel freie Hand. Franz und das System Metternich waren – alarmiert vor allem durch die Julirevolution von 1830 in Frankreich – durch starren, heute starrsinnig anmutenden Konservatismus geprägt, dem jede noch so kleine Reform oder Veränderung verdächtig erschien. Dies war auch in wirtschaftspolitischer Hinsicht der Fall, so dass Österreich auf Grund dieser Haltung einige Schwierigkeiten hatte, mit der wirtschaftlichen und technischen Entwicklung der ersten Hälfte des 19. Jahrhunderts Schritt zu halten.
Ein konservativer österreichischer Autor des 20. Jahrhunderts versuchte allerdings, die Verantwortung Franz’ für diese reaktionäre Politik auf mehrere historische Funktionsträger zu verteilen:

„Was man später Franz, bei dessen mäßiger Beliebtheit in Kreisen österreichischer Historiker, leicht in die Schuhe schieben konnte, war in puncto Polizei in Wirklichkeit von seiner Großmutter und seinem Onkel sowie seinem Vater vorgebildet. Die berüchtigte Keuschheitskommission seiner Großmutter war für die Österreicher ebenso eine Ungeheuerlichkeit wie die gewissen drakonischen, an mittelalterliche Methoden gemahnenden Strafsanktionen Josephs. Aber erst Leopold brachte aus Italien die dort längst entwickelten subtilen Methoden des Polizei-, Spitzel- und Denunziantenwesens mit nach Österreich. Derlei hielt noch immer keinen Vergleich mit dem, was sich in Frankreich unter dem Terror der Revolutionäre und den Methoden Kaiser Napoleons I. am Werk zeigte.“

Was seine Inszenierung als Person betrifft, zeigte sich der Kaiser gern in biedermeierlicher Würde, gepaart mit Bescheidenheit: Auf vielen Darstellungen ist er nicht im Staatskleid, sondern wie ein ganz normaler Bürger im (damals noch nicht so vornehmen) Frack dargestellt, ein ins Auge springender Unterschied zu seinem mittelbaren Nachfolger Franz Joseph I., der öffentlich fast ausschließlich in Feldmarschalluniform auftrat.
Auch auf habsburgischen Familienporträts findet man seinen Wesenszug zur Schlichtheit und Familiarität. Die kulturellen Ideale des Bürgertums setzten sich also in der wahrnehmbaren Person des Kaisers viel eher durch als in seiner Politik.
Als Franz 1835 starb, folgte ihm sein ältester Sohn und Kronprinz als Ferdinand I. nach. Symptomatisch für den starrsinnigen Konservatismus Franz’ und Metternichs war, dass trotz Ferdinands offensichtlicher Regierungsunfähigkeit ein Wechsel in der Thronfolge nicht einmal erwogen wurde. Allerdings wurde für Ferdinand eine vierköpfige Geheime Staatskonferenz vorbereitet, die ihn bei seinen Entschlüssen leiten bzw. vertreten sollte.

## Zur Person

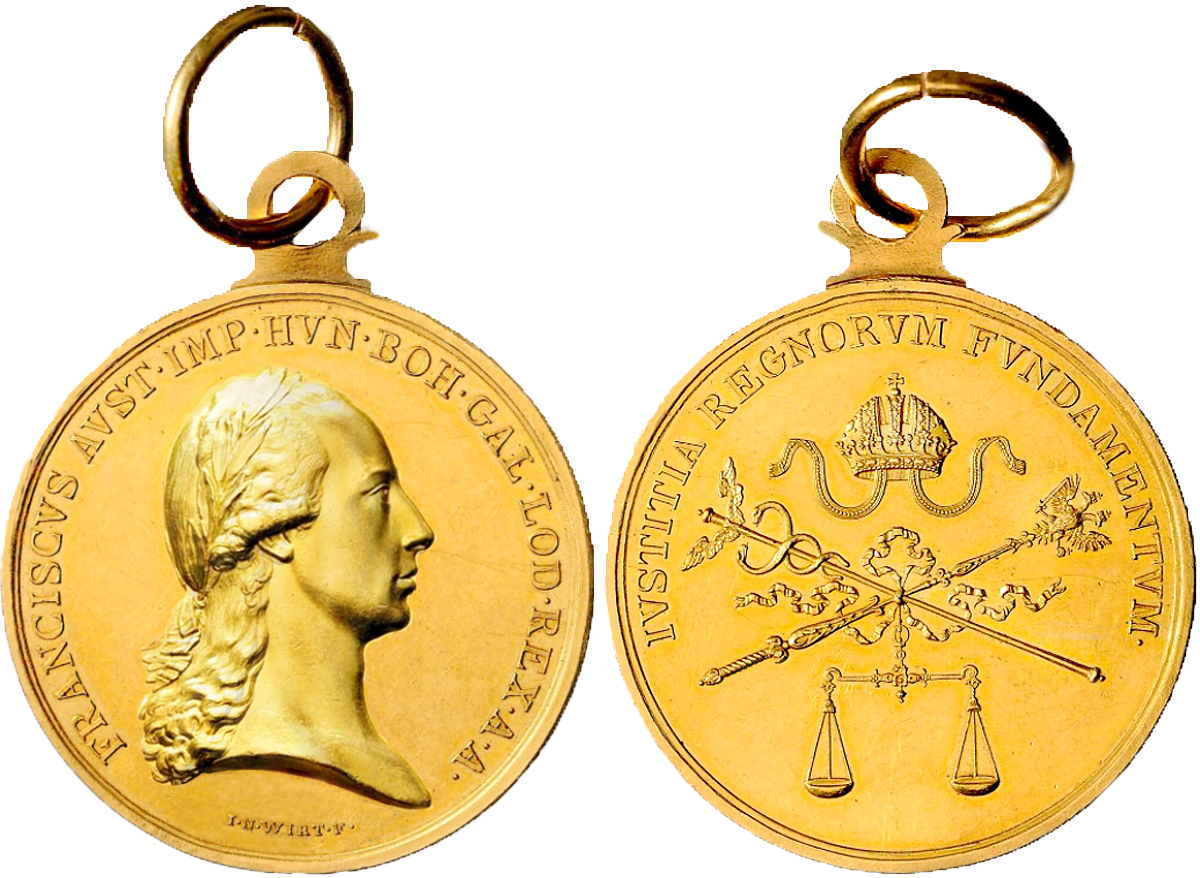
Große Zivil-Ehrenmedaille Kaiser Franzʼ II. von Johann Nepomuk Würth

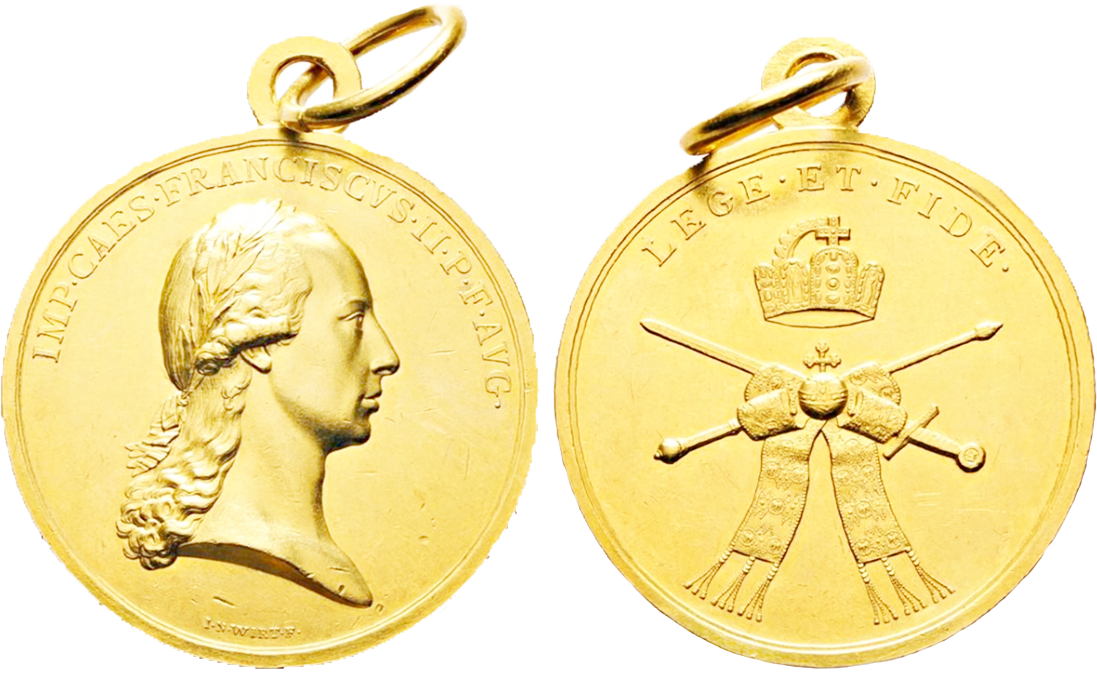
Kaiser Franz II., Porträtmedaille mit dem Wahlspruch LEGE ET FIDE von Johann Nepomuk Würth

Die Wahlsprüche des Kaisers lauteten:
LEGE ET FIDE
(Durch Gesetz und Glauben) bis 1806
IVSTITIA REGNORVM FVNDAMENTVM
(Die Gerechtigkeit ist das Fundament der Herrschaft (wörtlich: der Reiche))
Der letzte Spruch wurde 1824 an der der Hofburg zugekehrten Seite des Äußeren Burgtors in Wien in vergoldeten Lettern angebracht. Die Wahlsprüche fanden auch ihre Prägung auf der großen goldenen Zivil-Ehrenmedaille. Damit geehrt wurden unter anderen 1809 Andreas Hofer und 1829 die Schauspielerin und Schriftstellerin Johanna Franul von Weißenthurn für 40 Jahre Mitgliedschaft am Burgtheater.

### Titel und Wappen

Großes Wappen

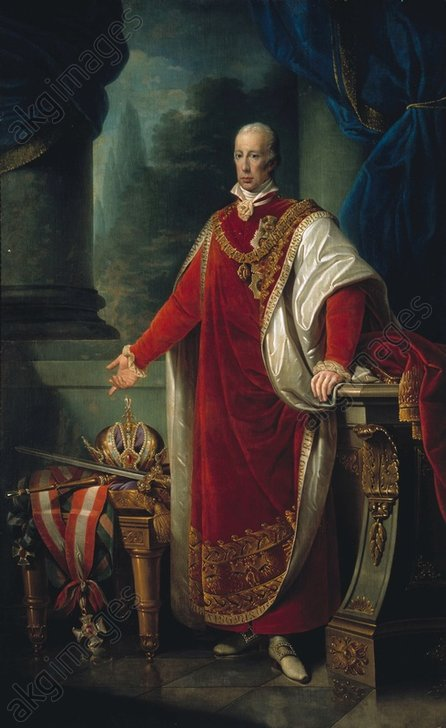
Franz I. als Großmeister des Ordens vom Goldenen Vlies, gemalt von Giuseppe Tominz, (1821)

Sarkophag von Kaiser Franz II./I. in der Kapuzinergruft. Sein Herz wurde, wie bei den Habsburgern damals noch üblich, getrennt bestattet und befindet sich in der Loretokapelle der Wiener Augustinerkirche.

Der am 11. August 1804 angenommene Große Titel lautete (bis 1806) vollständig:

„Wir, Franz der Zweyte, von Gottes Gnaden erwählter Römischer Kaiser, zu allen Zeiten Mehrer des Reichs, erblicher Kaiser von Österreich, König in Germanien, zu Jerusalem, zu Hungarn, zu Böheim, Dalmatien, Croatien, Slavonien, Galizien und Lodomerien; Erzherzog zu Österreich, Herzog zu Lothringen, zu Venedig, Salzburg, Steyer, Kärnten und Krain; Großfürst zu Siebenbürgen, Markgraf in Mähren; Herzog zu Würtemberg, Ober- und Niederschlesien, Parma, Placenz, Guastalla, Auschwitz und Zator, zu Teschen, zu Friaul und zu Zara; Fürst zu Schwaben, zu Eichstädt, Passau, Trient, Brixen, zu Berchtoldsgaden und Lindau; gefürsteter Graf zu Habsburg, Tyrol, Kyburg, Görz und Gradiska; Markgraf zu Burgau, zu Ober- und Niederlausitz; Landgraf im Breisgau, in der Ortenau und zu Nellenburg; Graf zu Montfort und Hohenems, zu Ober- und Niederhohenberg, Bregenz, Sonnenberg, und Rothenfels, zu Blumeneck und Hofen; Herr auf der Windischen Mark, zu Verona, Vicenza, Padua etc. etc.“

Nach Niederlegung der Kaiserwürde 1806 (mit den verbliebenen Erbbesitzungen in Deutschland und geänderter Gewichtung der Würden und Besitztümer):

„Wir, Franz der Erste, von Gottes Gnaden Kaiser von Österreich, König zu Jerusalem, Hungarn, Böheim, Dalmazien, Croatien, Slavonien, Galizien und Lodomerien; Erzherzog zu Österreich, Herzog von Lothringen, zu Salzburg, zu Würzburg und in Franken, zu Steyer, Kärnthen und Krain; Großherzog von Krakau; Großfürst zu Siebenbürgen; Markgraf in Mähren; Herzog zu Sandomir, Massovien, Lublin, Ober- und Niederschlesien, zu Auschwitz und Zator, zu Teschen und zu Friaul; Fürst zu Berchtoldsgaden und Mergentheim; gefürsteter Graf zu Habsburg, Tyrol, Kyburg, Görz und Gradiska; Markgraf zu Ober- und Niederlausitz und in Istrien; Herr der Lande Vollhynien, Podlachein und Berzesz, zu Triest, zu Freudenthal und Eulenburg und auf der Windischen Mark etc. etc. etc.“

Nach dem Wiener Kongress 1815 wurde vorerst kein Großer Titel mehr festgelegt, sondern beschlossen, den Mittleren Titel so lange zu benutzen, bis sich die Lage stabilisiert hätte. Ein Großer Titel findet sich dann aber erst wieder bei Ferdinand (Latein, 1836), in deutscher Fassung bei Franz Joseph (1849, nach der Revolution). 1815 bezeichnet sich Franz I. als:

“Nos Franciscus Primus, divina favente clementia Austriae Imperator, Hierosolimae, Hungariae, Bohemiae, Lombardiae et Venetiarum, Dalmatiae, Croatiae, Slavoniae, Galiciae et Lodomeriae Rex; Archidux Austriae; Dux Lotharingiae, Salisburgi, Styriae, Carinthiae, Carniolae, superioris et inferioris Silesiae, Magnus Princeps Transilvanae, Marchio Moraviae, Comes Habsburgi et Tyrolis, etc. etc.”

Zugleich erfolgte 1804 eine Neuregelung des Wappens. Das große Wappen bestand fortan aus einem Rücken-, Haupt-, Mittel- und Herzschild sowie vier Neben-Mittelschilden (Mittelschilde der Viertelung des Hauptschilds):
- Der Große Deutsche Rückenschild zeigte den Doppeladler des Heiligen Römischen Reiches. Er war mit der Reichskrone bekrönt und wurde von zwei Greifen gehalten.
- Der Österreichische Hauptschild, der auf der Brust des oben genannten Doppeladlers ruhte, war in komplizierter Weise mehrfach gespalten und geteilt, sodass er (ausschließlich des Herz- und des Mittelschildes) aus 69 Feldern bestand. Diese waren dergestalt angeordnet, dass in den vier Ecken vier Neben-Mittelschilde bestanden: heraldisch oben rechts Ungarn (mit Stephanskrone), oben links Böhmen (mit Wenzelskrone), unten rechts Galizien sowie die spanischen und lothringischen Erinnerungswappen, unten links Venedig. In den übrigen Feldern befanden sich die Wappen weiterer Erbländer. Der Hauptschild war mit der österreichischen Kaiserkrone bekrönt und von der Ordenskette des Goldenen Vlieses sowie anderen Ordenszeichen umgeben.
- Der Mittelschild zeigte den Doppeladler des Kaisertums Österreich, auf seiner Brust ruhte der österreichische Bindenschild („rot-weiß-rot“) als Herzschild.

Anstelle des Deutschen Schildes schwebte ab 1806 der Österreichische Adler, weiter doppelköpfig. Erst mit der Schaffung der Realunion Österreich-Ungarn, 1867, wurde der Doppeladler wieder als Doppelkrone interpretiert; bei Franz standen die diversen Königswürden alle im selben Range, nur das Apostolische Königtum Ungarns hatte durch die Verbindung mit der Titularwürde zu Jerusalem besondere religiöse Bedeutung nach Wegfall der Kaiserwürde als Schirmherr der Kirche. Der Doppeladler wurde aber nach 1867 als Symbol Cisleithaniens, nicht der gesamten Realunion betrachtet.

### Persönliche Interessen
Die Nachwelt nannte ihn den „Blumenkaiser“. Franz hatte wie jeder Habsburger ein Handwerk erlernen müssen und sich für die Gärtnerei entschieden, Botanikunterricht erhielt er von Nikolaus von Jacquin. Seine große Sammlung von Herbarien heimischer Pflanzen, die er selbst angelegt hatte, schenkte er dem (von ihm gegründeten) Botanischen Hof-Cabinett; sie bildet den Grundstock einer der inzwischen imposantesten Sammlungen der Welt: Vier Millionen Bögen mit getrockneten Pflanzen lagern inzwischen im Wiener Naturhistorischen Museum. Franz finanzierte auch botanische Expeditionen, etwa nach Brasilien.
 Ihm wurde die Gattung Franciscea (Solanaceae) von Pohl gewidmet.
Als Musikliebhaber spielte er auch Violine im Hausorchester seiner zweiten Frau Maria Theresia.
Seine im Laufe seines Lebens angesammelte Porträtsammlung zählt bis heute zu den größten der Welt. Im Alter von 17 begann er, Bücher und Porträts zu sammeln, und die kleine monatliche Apanage, die ihm seitens Josephs zugestanden wurde, gab er fast gänzlich für dieses Steckenpferd aus.
Seine aus 40.000 Bänden bestehende, nicht mit der Hofbibliothek zu verwechselnde Privatbibliothek, die spätere „Fideikommiss-Bibliothek“ des Hauses Habsburg, war bei seinem Tod auf drei große und vier kleinere Zimmer in der Hofburg verteilt und bestand in erster Linie aus naturwissenschaftlichen und botanischen Werken, Klassikern, Reisebüchern und geografischen Werken und ist heute Teil der Österreichischen Nationalbibliothek. Der Bestand der Fideikommissbibliothek wurde 2011–2013 wissenschaftlich analysiert und mit ähnlichen Bibliotheken verglichen; die Ergebnisse dieses Forschungsprojekts sind mittlerweile veröffentlicht.
Seine Sammelleidenschaft hatte allerdings auch kuriose Züge: So ließ er den Afrikaner Angelo Soliman, Erzieher von Prinz Alois von Liechtenstein, nach dessen Tod im November 1796 wegen seiner schwarzen Hautfarbe kurzerhand ausstopfen und neben ausgestopften Tieren ausstellen.

## Abstammung, Ehen und Nachkommen

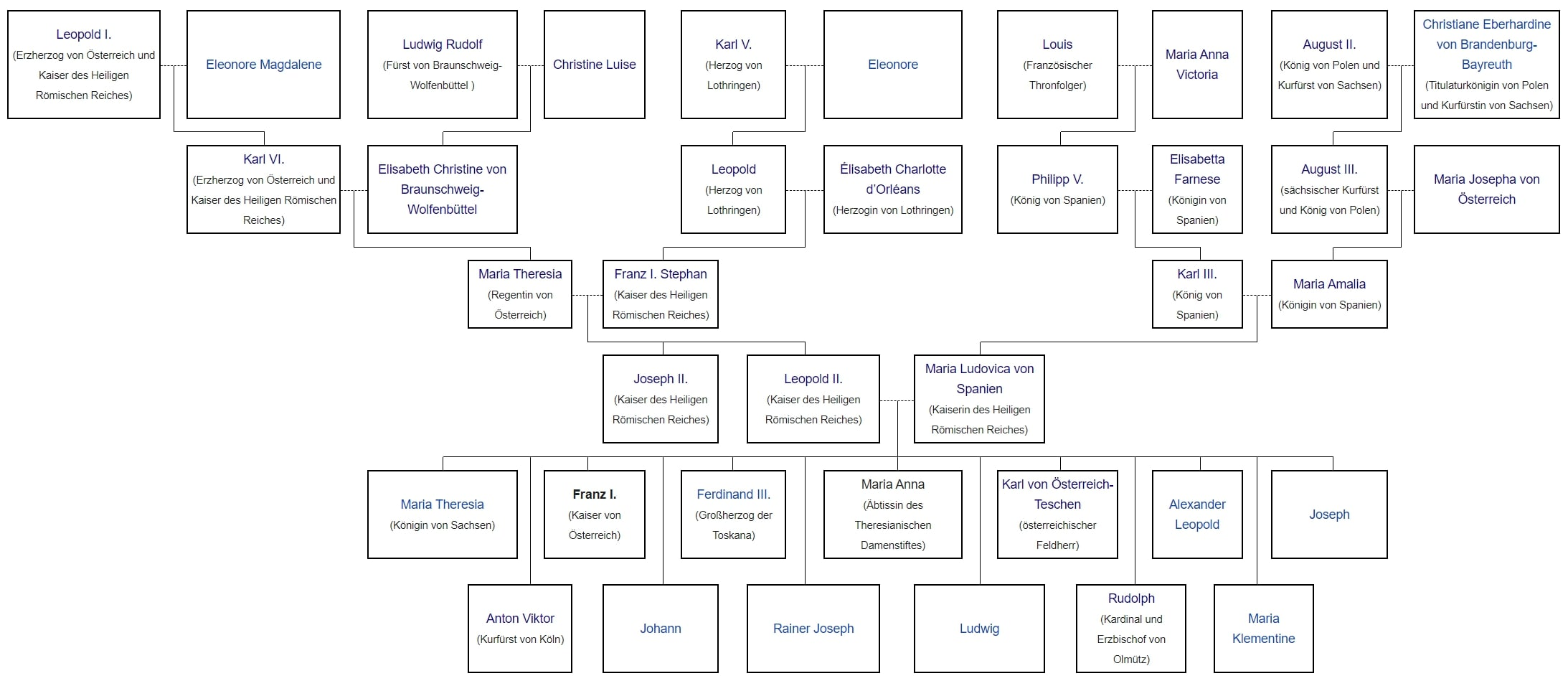
Stammbaum von Kaiser Franz I.

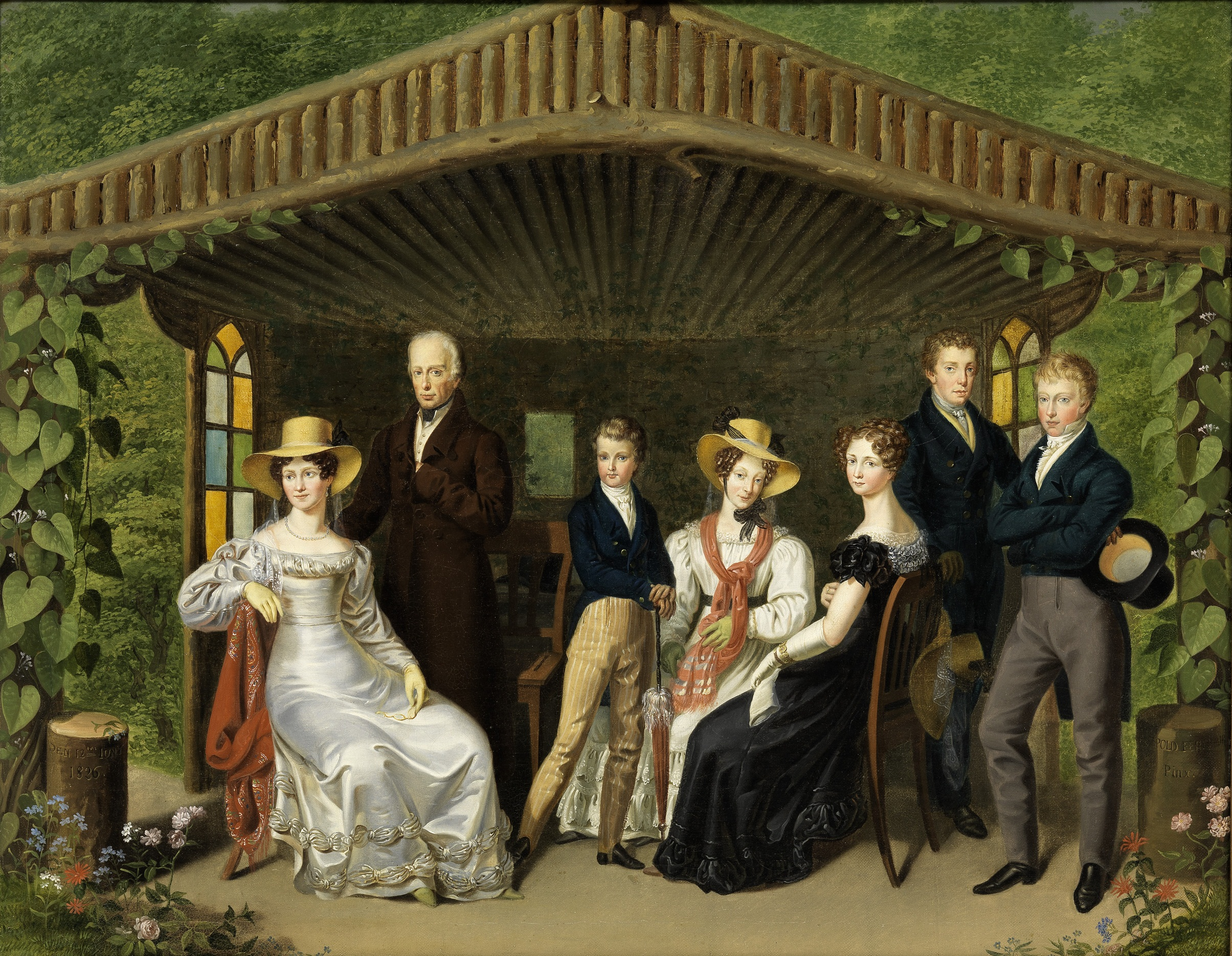
Leopold Fertbauer (1802–1875): Kaiser Franz I. und seine Familie, 1826; rechts: Kronprinz Ferdinand und sein Bruder Franz Karl, Vater des ab 1848 regierenden Franz Joseph I.

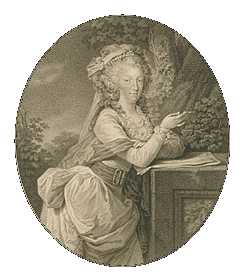
Maria Theresia von Neapel-Sizilien (1772–1807)

Franz heiratete in erster Ehe am 6. Jänner 1788 in Wien Prinzessin Elisabeth Wilhelmina (1767–1790), Tochter des Herzogs Friedrich Eugen von Württemberg und dessen Gattin Prinzessin Friederike Dorothea Sophia von Brandenburg-Schwedt. Elisabeth fiel hochschwanger in Ohnmacht, als sie den Onkel ihres Mannes, Kaiser Joseph, nach der letzten Ölung auf dem Totenbett sah, erlitt eine Frühgeburt und starb einen Tag später am 18. Februar 1790. Das Kind, Erzherzogin Louise Elisabeth, war "geistesschwach" und starb am 24. Juni 1791.
Franz heiratete bereits 1790 in Wien in zweiter Ehe seine Cousine väterlicher- wie mütterlicherseits Maria Theresia von Neapel-Sizilien (1772–1807), Tochter König Ferdinands I. beider Sizilien und dessen Gattin Erzherzogin Maria Karolina von Österreich.
Kinder aus dieser Ehe waren:
- Marie-Louise von Österreich (1791–1847), Kaiserin der Franzosen, Herzogin von Parma,

1. ⚭ 1810 Kaiser Napoleon I., Sohn Carlo Bonapartes und dessen Gattin Letizia Ramolino
2. ⚭ 1821 Graf Adam Albert von Neipperg, Sohn des Grafen Leopold Johann von Neipperg und dessen Gattin Gräfin Wilhelmine von Hatzfeld-Wildenburg
3. ⚭ 1834 Graf Karl von Bombelles (1785–1856), Sohn des Marc Marie Marquis de Bombelles und dessen Gattin Prinzessin Angélique de Mackau

- Ferdinand I. (1793–1875, Kaiser von Österreich) ⚭ 1831 Prinzessin Maria Anna, Tochter des Königs Viktor Emanuel I. von Sardinien-Piemont und dessen Gattin Erzherzogin Maria Theresia von Österreich-Modena d’Este
- Karoline Leopoldine (1794–1795), Erzherzogin
- Karoline Luise (1795–1799), Erzherzogin
- Maria Leopoldine (1797–1826), Kaiserin von Brasilien, ⚭ 1817 Kaiser Peter I. von Brasilien, Sohn des Königs Johann VI. von Portugal und dessen Gattin Infantin Charlotte Johanna von Spanien
- Maria Clementine (1798–1881) ⚭ 1818 Prinz Leopold von Neapel-Sizilien, Herzog von Salerno, Sohn König Ferdinands I. beider Sizilien a.d.H. Bourbon und dessen Gattin Erzherzogin Maria Karoline von Österreich
- Josef Franz (1799–1807), Erzherzog
- Maria Karoline (1801–1832) ⚭ 1819 König Friedrich August II. von Sachsen, Sohn Herzog Maximilians von Sachsen und dessen Gattin Prinzessin Karoline von Parma
- Franz Karl (1802–1878), Erzherzog, Vater von Kaiser Franz Joseph I. ⚭ 1824 Prinzessin Sophie Friederike von Bayern (1805–1872), Tochter König Maximilians I.
- Marie Anna (1804–1858), Erzherzogin
- Johann Nepomuk (1805–1809), Erzherzog
- Amalia Theresia (*/† 1807), Erzherzogin

In dritter Ehe heiratete Franz am 6. Jänner 1808 in Wien seine Cousine Prinzessin Maria Ludovika Beatrix von Modena (1787–1816), Tochter von Erzherzog Ferdinand von Österreich-Modena d’Este und dessen Gattin Prinzessin Maria Beatrix von Modena d’Este. Diese Ehe blieb kinderlos.

In vierter Ehe heiratete er am 10. November 1816 in Wien Prinzessin Karoline Auguste von Bayern (1792–1873), Tochter König Maximilians I. Warum auch die vierte Ehe kinderlos blieb, ist nicht bekannt. 
Ursache der Behinderungen bzw. frühen Todesfälle der Kinder war die enge Verwandtschaft der Ehepartner im Rahmen der Heiratspolitik der Habsburger. Thronfolger Franz Ferdinand von Österreich-Este, der 1914 in Sarajevo ermordet wurde, hatte die Absicht, sich Kaiser Franz II. nennen zu lassen.

## Vorfahren
| Ahnentafel von Kaiser Franz I. von Österreich (Franz II. HRR) | Ahnentafel von Kaiser Franz I. von Österreich (Franz II. HRR)                                     | Ahnentafel von Kaiser Franz I. von Österreich (Franz II. HRR)                                     | Ahnentafel von Kaiser Franz I. von Österreich (Franz II. HRR)                                    | Ahnentafel von Kaiser Franz I. von Österreich (Franz II. HRR)                                                   | Ahnentafel von Kaiser Franz I. von Österreich (Franz II. HRR)                | Ahnentafel von Kaiser Franz I. von Österreich (Franz II. HRR)                    | Ahnentafel von Kaiser Franz I. von Österreich (Franz II. HRR)                                   | Ahnentafel von Kaiser Franz I. von Österreich (Franz II. HRR)                               |
| ------------------------------------------------------------- | ------------------------------------------------------------------------------------------------- | ------------------------------------------------------------------------------------------------- | ------------------------------------------------------------------------------------------------ | --- | ---------------------------------------------------------------------------- | -------------------------------------------------------------------------------- | ----------------------------------------------------------------------------------------------- | ------------------------------------------------------------------------------------------- |
| Ururgroßeltern                                                | Herzog Karl V. Leopold (1643–1690) ⚭ 1678 Eleonore von Österreich (1653–1697)                     | Philipp I. von Bourbon (1640–1701) ⚭ 1671 Liselotte von der Pfalz (1652–1722)                     | Kaiser Leopold I. (1640–1705) ⚭ 1676 Eleonore Magdalene von Pfalz-Neuburg (1655–1720)            | Herzog Ludwig Rudolf von Braunschweig-Wolfenbüttel (1671–1735) ⚭ 1690 Christine Luise von Oettingen (1671–1747) | Ludwig von Frankreich (1661–1711) ⚭ 1680 Maria Anna von Bayern (1660–1690)   | Odoardo II. Farnese (1666–1693) ⚭ 1690 Dorothea Sophie von der Pfalz (1670–1748) | König August II. (1670–1733) ⚭ 1693 Christiane Eberhardine von Brandenburg-Bayreuth (1671–1727) | Kaiser Joseph I. (1678–1711) ⚭ 1699 Wilhelmine Amalie von Braunschweig-Lüneburg (1673–1742) |
| Urgroßeltern                                                  | Herzog Leopold Joseph von Lothringen (1679–1729) ⚭ 1698 Élisabeth Charlotte d’Orléans (1676–1744) | Herzog Leopold Joseph von Lothringen (1679–1729) ⚭ 1698 Élisabeth Charlotte d’Orléans (1676–1744) | Kaiser Karl VI. (1685–1740) ⚭ 1708 Elisabeth Christine von Braunschweig-Wolfenbüttel (1691–1750) | Kaiser Karl VI. (1685–1740) ⚭ 1708 Elisabeth Christine von Braunschweig-Wolfenbüttel (1691–1750)                | König Philipp V. (1683–1746) ⚭ 1714 Elisabetta Farnese (1692–1766)           | König Philipp V. (1683–1746) ⚭ 1714 Elisabetta Farnese (1692–1766)               | König August III. (1696–1763) ⚭ 1719 Maria Josepha von Österreich (1699–1757)                   | König August III. (1696–1763) ⚭ 1719 Maria Josepha von Österreich (1699–1757)               |
| Großeltern                                                    | Kaiser Franz I. Stephan (1708–1765) ⚭ 1736 Maria Theresia (1717–1780)                             | Kaiser Franz I. Stephan (1708–1765) ⚭ 1736 Maria Theresia (1717–1780)                             | Kaiser Franz I. Stephan (1708–1765) ⚭ 1736 Maria Theresia (1717–1780)                            | Kaiser Franz I. Stephan (1708–1765) ⚭ 1736 Maria Theresia (1717–1780)                                           | König Karl III. (1716–1788) ⚭ 1738 Maria Amalia von Sachsen (1724–1760)      | König Karl III. (1716–1788) ⚭ 1738 Maria Amalia von Sachsen (1724–1760)          | König Karl III. (1716–1788) ⚭ 1738 Maria Amalia von Sachsen (1724–1760)                         | König Karl III. (1716–1788) ⚭ 1738 Maria Amalia von Sachsen (1724–1760)                     |
| Eltern                                                        | Kaiser Leopold II. (1747–1792) ⚭ 1765 Maria Ludovica von Spanien (1745–1792)                      | Kaiser Leopold II. (1747–1792) ⚭ 1765 Maria Ludovica von Spanien (1745–1792)                      | Kaiser Leopold II. (1747–1792) ⚭ 1765 Maria Ludovica von Spanien (1745–1792)                     | Kaiser Leopold II. (1747–1792) ⚭ 1765 Maria Ludovica von Spanien (1745–1792)                                    | Kaiser Leopold II. (1747–1792) ⚭ 1765 Maria Ludovica von Spanien (1745–1792) | Kaiser Leopold II. (1747–1792) ⚭ 1765 Maria Ludovica von Spanien (1745–1792)     | Kaiser Leopold II. (1747–1792) ⚭ 1765 Maria Ludovica von Spanien (1745–1792)                    | Kaiser Leopold II. (1747–1792) ⚭ 1765 Maria Ludovica von Spanien (1745–1792)                |
| Kaiser Franz I. von Österreich (Franz II. HRR)                |                                                                                                   |                                                                                                   |                                                                                                  | |                                                                              |                                                                                  |                                                                                                 |                                                                                             |

## Ehrungen

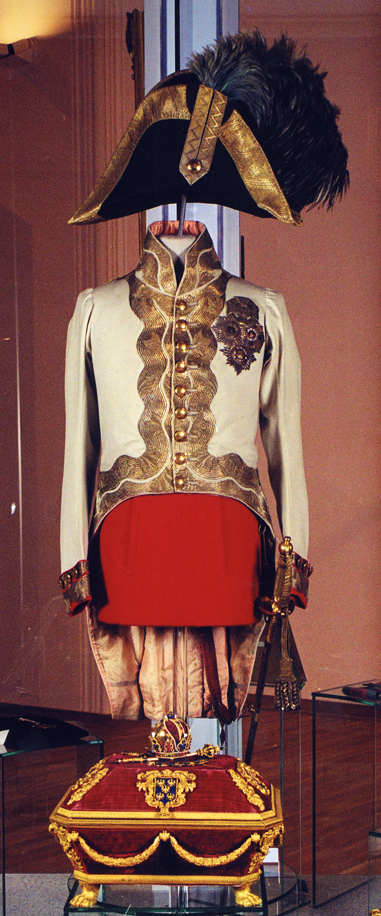
Kaiser Franz’ Uniform im Heeresgeschichtlichen Museum

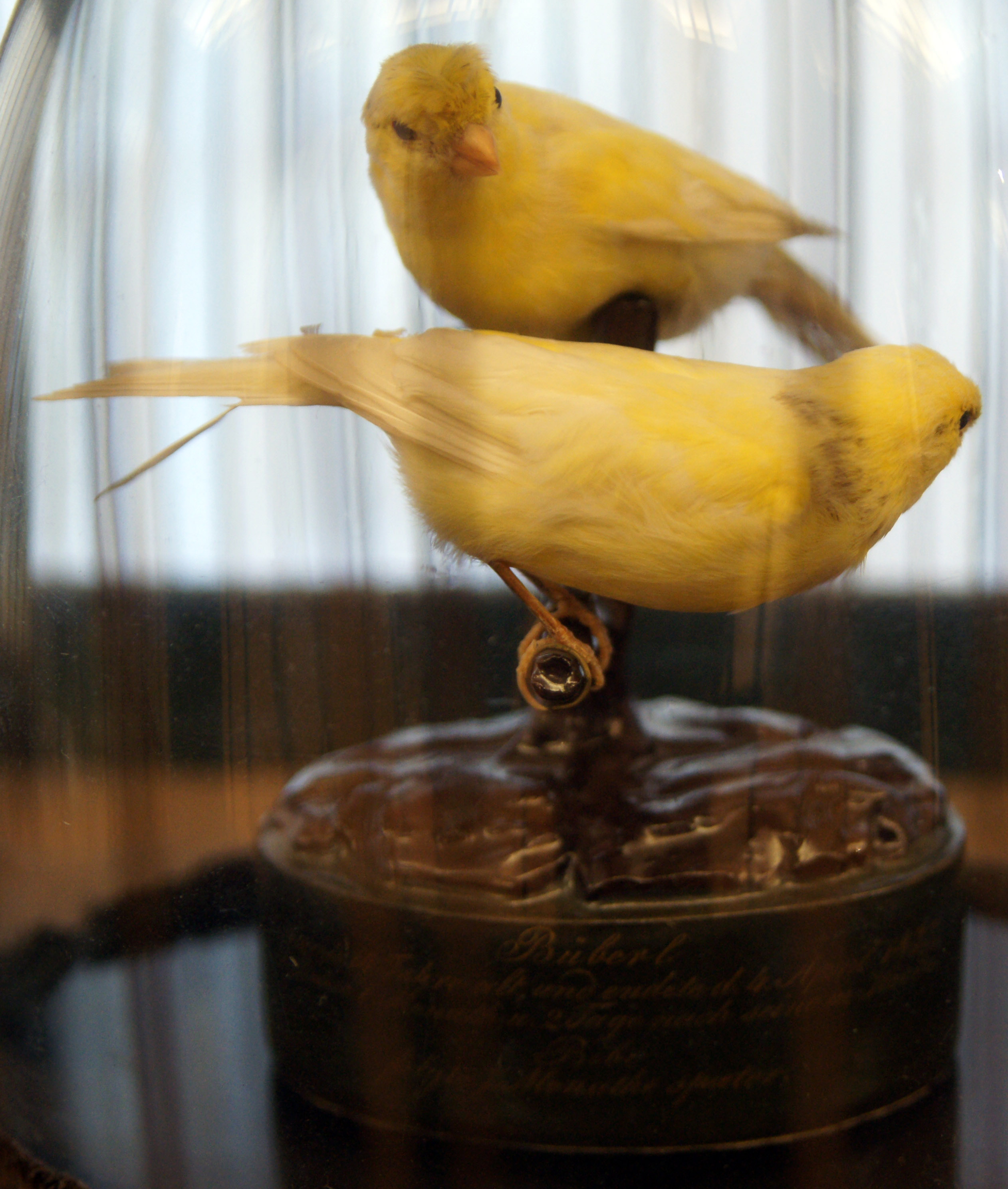
Die Kanarienvögel des Kaisers, „Bibi“ und „Büberl“, blieben als Präparate im Hofmobiliendepot erhalten.

- Ein im 18. Jahrhundert entstandener Teil von Pest erhielt 1792 aus Anlass von Franz’ Kaiserkrönung den Namen Ferencváros bzw. Franzstadt.
- Ein mit seiner Hilfe 1793 gegründeter westböhmischer Kurort wurde Franzensbad (tschechisch: Františkovy Lázně) benannt.
- Eine 1822 in Koblenz am Rhein fertiggestellte preußische Festung erhielt den Namen Feste Kaiser Franz.
- Im Schlosspark von Laxenburg bei Wien trägt ein von Franz in Auftrag gegebenes Gebäude im Stil einer Ritterburg seit damals den Namen Franzensburg.
- Eine 1838 fertiggestellte Festung im heutigen Südtirol trägt seit damals zu Ehren von Franz I. den Namen Franzensfeste. Ebenfalls 1838 wurde in Hermannstadt, im heutigen Rumänien, das Kaiser-Franz-Denkmal errichtet.
- 1841 wurde auf dem heutigen Freiheitsplatz in Graz ein Denkmal für Kaiser Franz errichtet.
- 1846 ließ sein Sohn und Nachfolger im großen Innenhof der Wiener Hofburg ein Kaiser-Franz-Denkmal errichten, das den Monarchen im Stil eines altrömischen Kaisers zeigt. Es trägt auf dem Sockel die Inschrift Amorem meum populis meis (Meine Liebe meinen Völkern).[18]
- 1850 wurde in Prag ein Denkmal für Kaiser Franz in Form eines neugotischen Brunnens vom Architekten Joseph Kranner und dem Bildhauer Joseph Max fertiggestellt.
- Im Jahr 1848 wurde die Franzensbrücke in Wien nach ihm benannt, und nach dieser 1875 in Wien-Leopoldstadt (2. Bezirk) die Franzensbrückenstraße.
- 1870 wurde der Teil der neu errichteten Wiener Ringstraße zwischen Schmerlingplatz und Schottengasse Franzensring benannt. Seit 1919 wurden die Bezeichnungen mehrmals geändert; seit 1956 heißt der Teil beim Parlament Dr.-Karl-Renner-Ring, seit 2012 der Teil von Rathausplatz / Stadiongasse nordwärts Universitätsring.
- Die 1894–1898 erbaute Breitenfelder Pfarrkirche mit dem Patrozinium St. Franziskus Seraphicus war ursprünglich als Gedächtniskirche für Kaiser Franz geplant, bevor sie zur Pfarrkirche der neuerrichteten Pfarre Breitenfeld bestimmt wurde.[19]
- Auch die Pflanzengattung Franciscea Pohl aus der Familie der Nachtschattengewächse (Solanaceae) ist nach ihm benannt.[20]

Im Heeresgeschichtlichen Museum in Wien ist die Galauniform des Kaisers im Rang eines Feldmarschalls ausgestellt, woran ersichtlich ist, dass der Kaiser von kleiner Statur war. Weiters sind mehrere Porträts zu sehen, eines davon zeigt den Kaiser in jungen Jahren, ein weiteres von Leopold Kupelwieser zeigt ihn im Krönungsornat. Kunstvoll gearbeitete Prunkkassetten für das Armeekreuz, das von Kaiser Franz I. 1814 für alle Teilnehmer an den Befreiungskriegen gestiftet wurde, sind ebenfalls zu sehen.

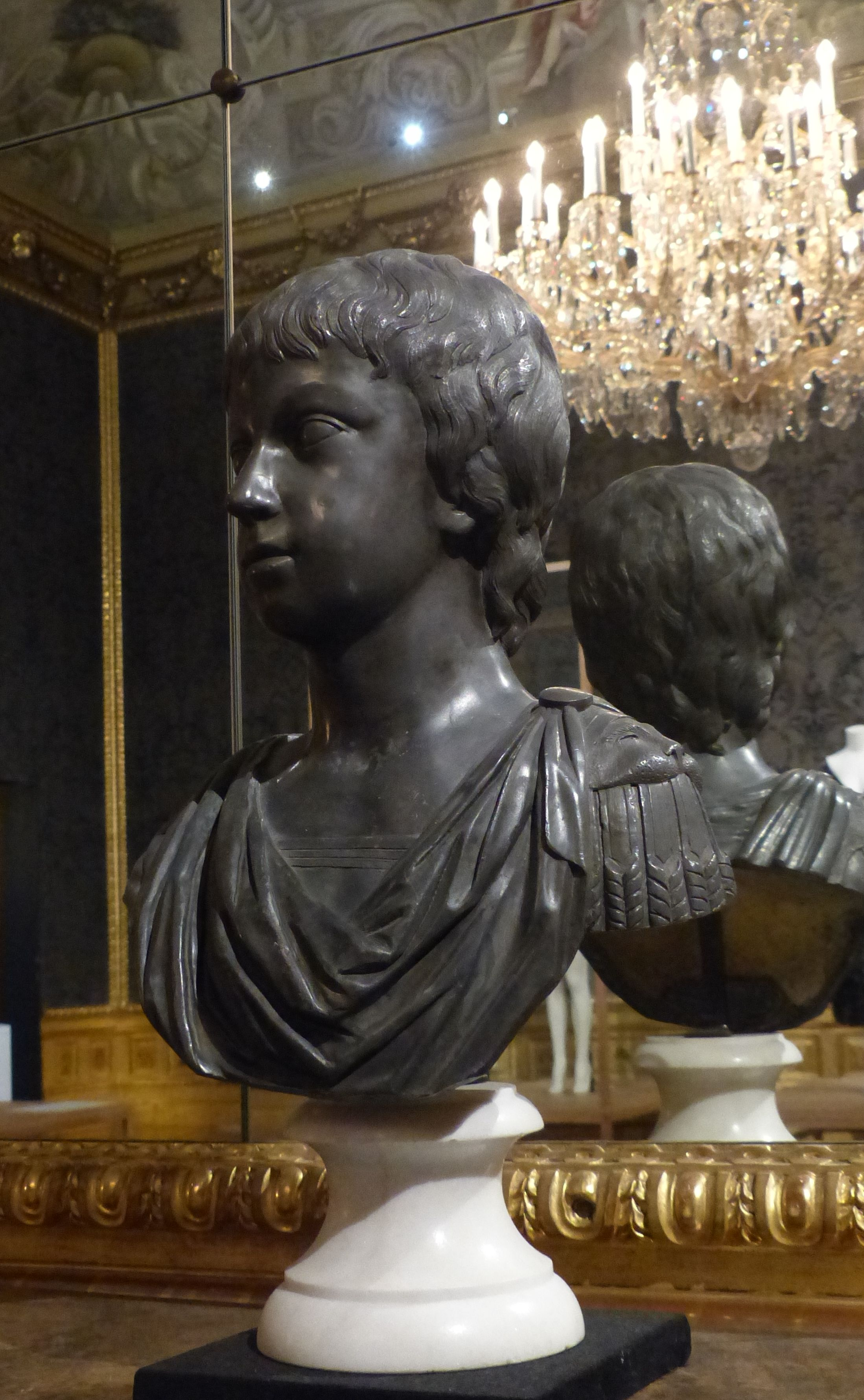
Kaiser Franz als ungefähr 12-Jähriger
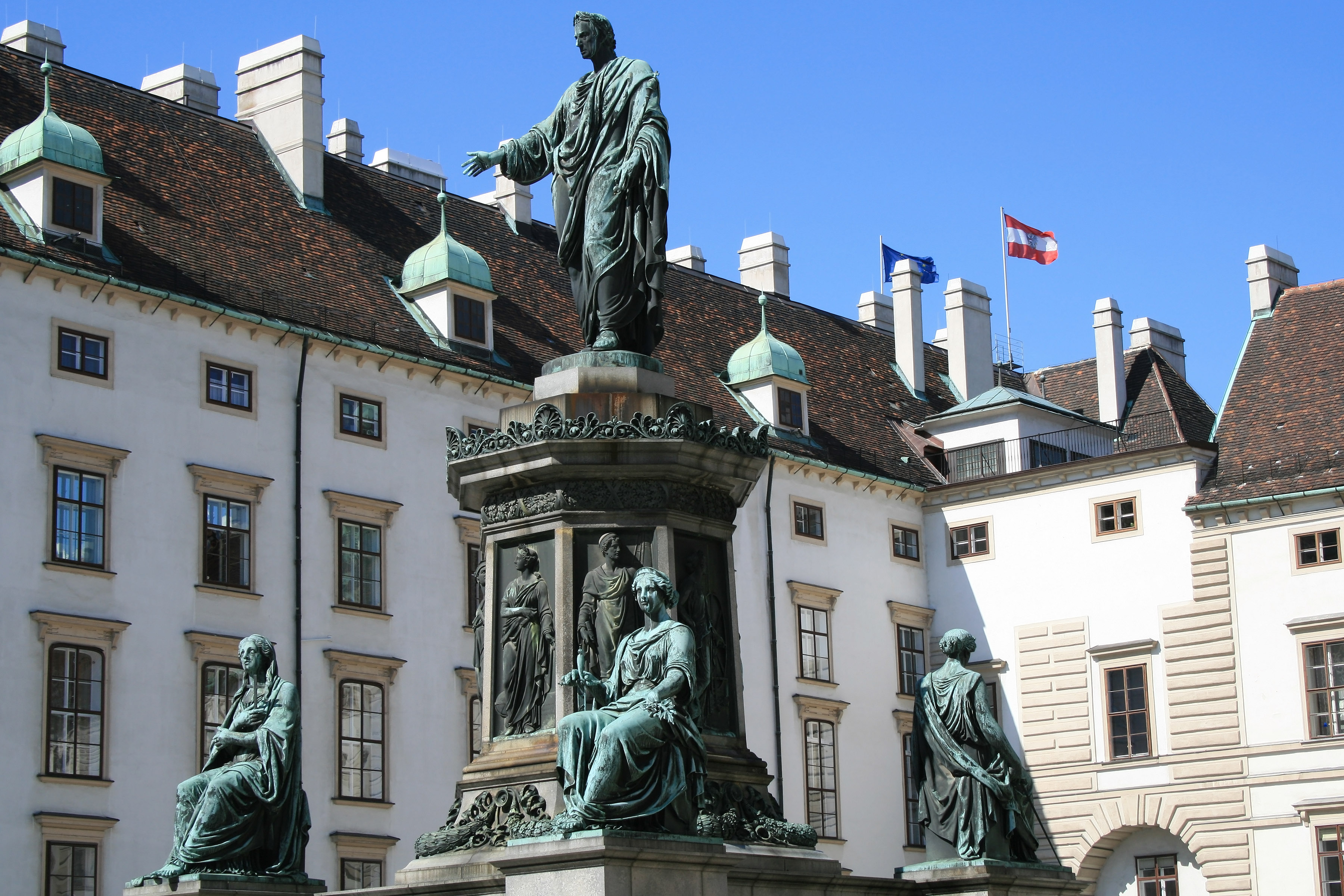
Denkmal auf dem Platz in der Hofburg in Wien
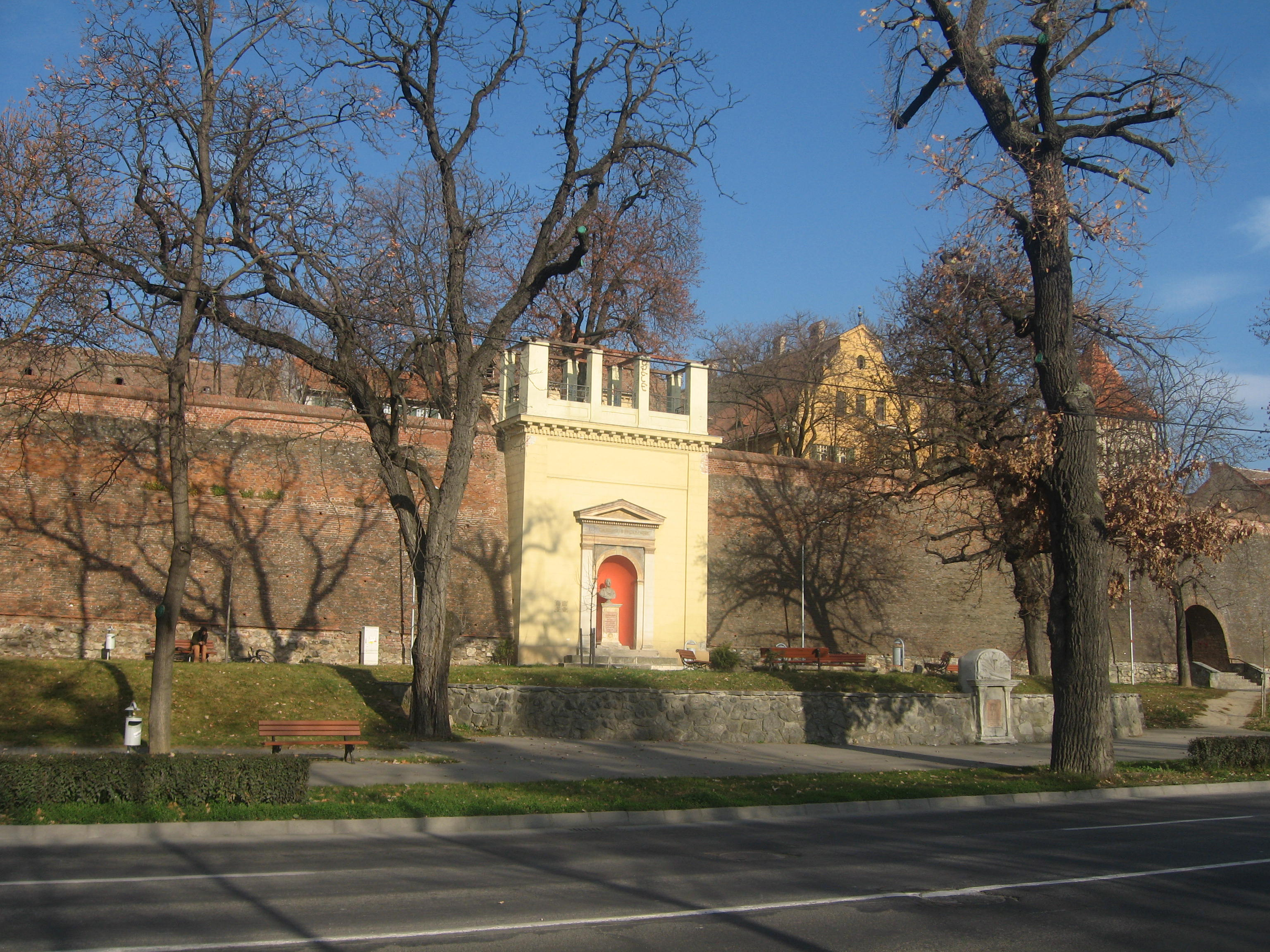
Kaiser-Franz-Denkmal in Hermannstadt
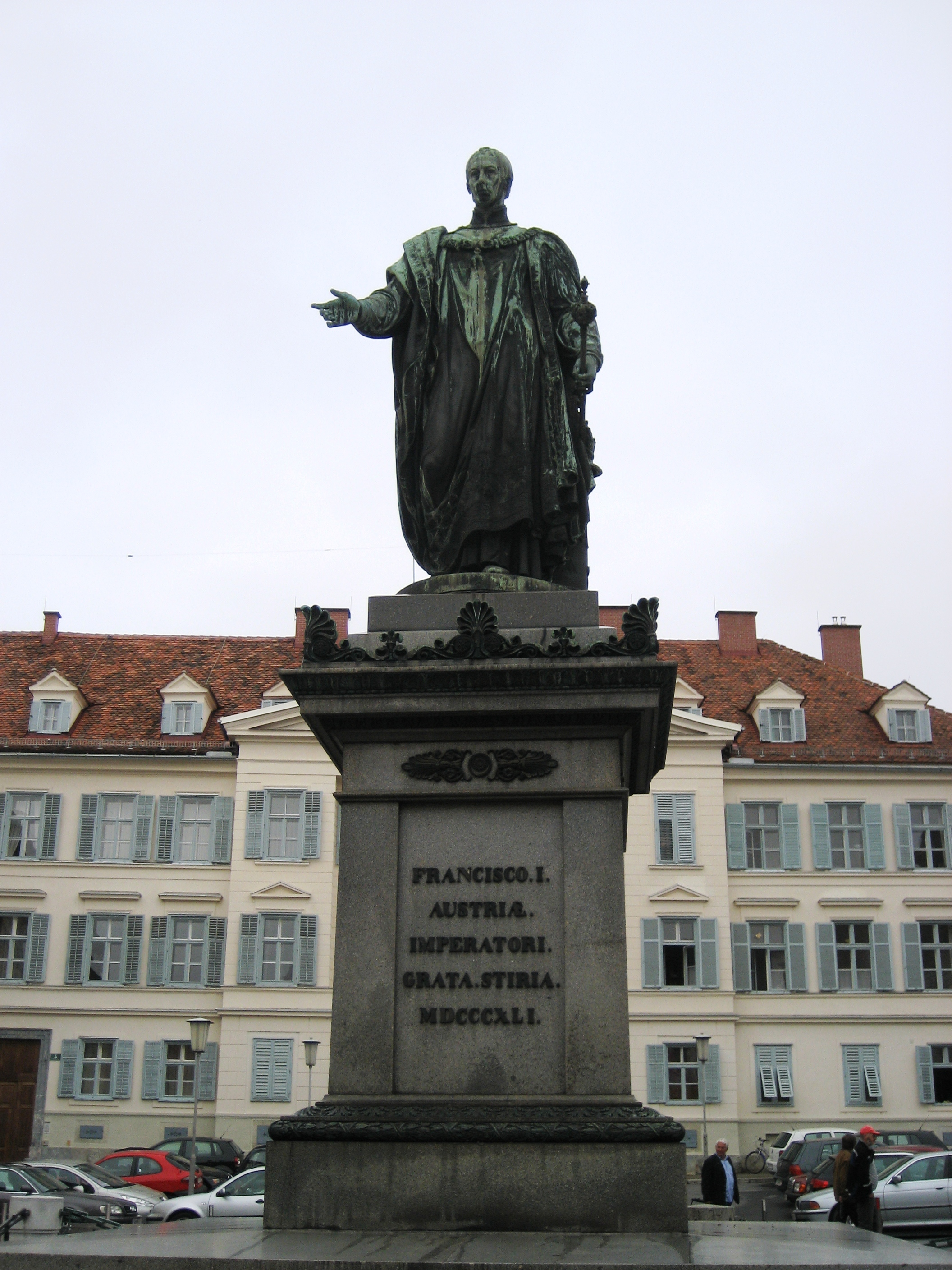
Denkmal auf dem Freiheitsplatz in Graz
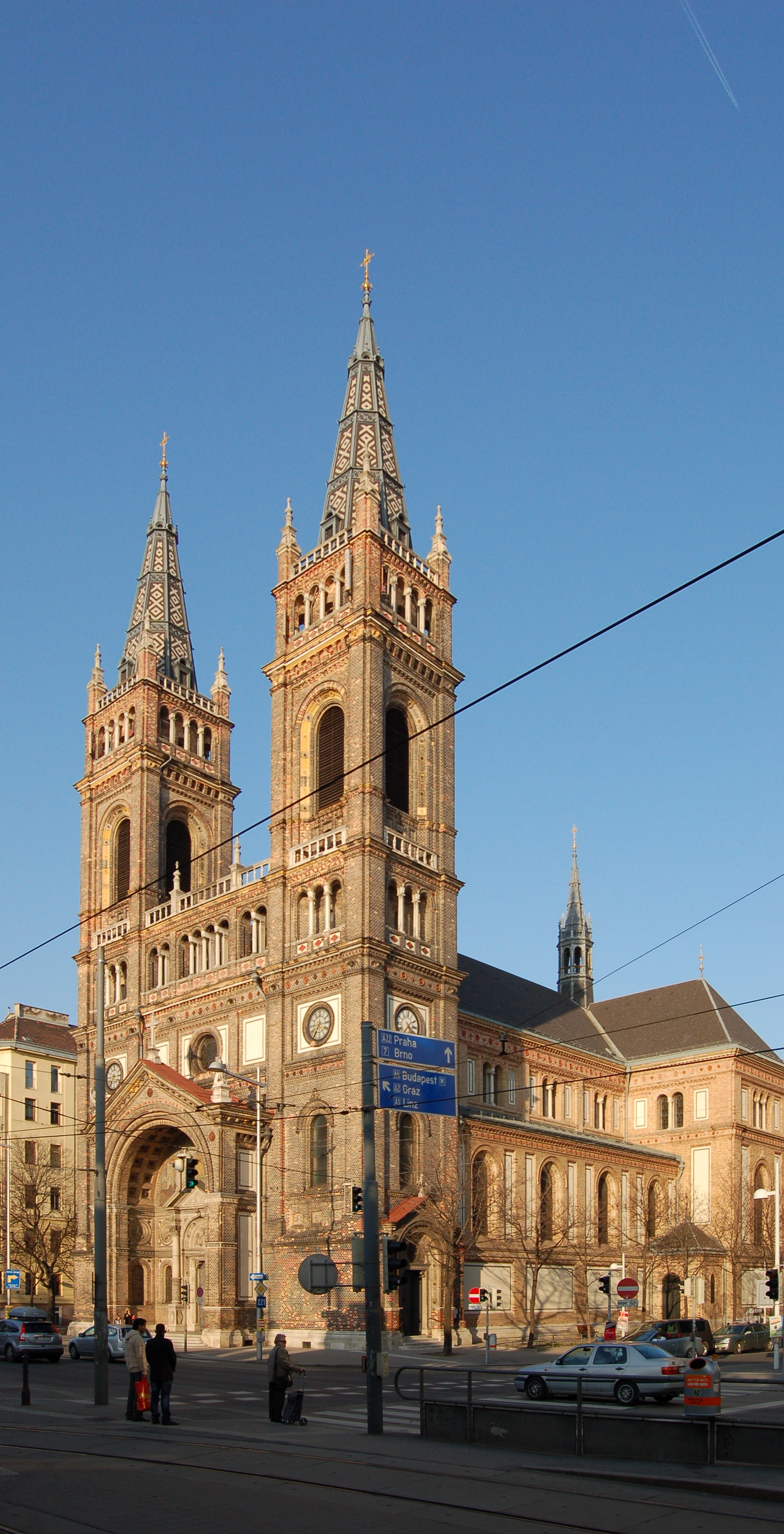
Pfarrkirche Breitenfeld (Uhlplatz, 1080 Wien)